# Paul Hankar

Adolphe Crespin: Paul Hankar, Architekt. Aus: Les maîtres de l'affiche

Paul Hankar (* 11. Dezember 1859 in Frameries; † 17. Januar 1901 in Brüssel) war ein belgischer Architekt und Möbeldesigner und einer der Hauptvertreter des belgischen Art Nouveau. Er arbeitete mit dem Architekten Henri Beyaert, dem Vertreter der eklektischen Architektur in Belgien, zusammen und war bis 1894 dessen Mitarbeiter.

## Leben
Paul Hankar stammte aus einer Steinmetzfamilie im Hennegau und ließ sich zunächst zum Bildhauer ausbilden. Von 1873 bis 1884 studierte er mit Unterbrechungen an der Akademie der Schönen Künste Brüssel, wo er Victor Horta kennenlernte, mit dem er sich anfreundete und der später einer seiner Konkurrenten wurde. Während dieser Zeit arbeitete er bei dem ornamentalen Bildhauer G. Houtstont, wo er sich mit Godefroid De Vreese und anderen symbolistisch orientierten Bildhauern anfreundete. Gleichzeitig erlernte er die Technik des Schmiedeeisens, die er in den meisten seiner Projekte anwenden sollte.
Von 1879 bis 1892 arbeitete Paul Hankar im Architekturbüro von Hendrik Beyaert, wo er seine eigentliche Ausbildung als Architekt erhielt. Hier eignete er sich ein solides Fachwissen an, erweiterte seinen kulturellen Horizont und vertiefte sich in den Arbeiten von Eugène Viollet-le-Duc. Im Jahr 1888 begann er seine Tätigkeit als Architekt und Möbeldesigner in Brüssel, wo er mit dem Innenarchitekten, Sgraffitospezialisten und Plakatkünstler Adolphe Crespin zusammenarbeitete.

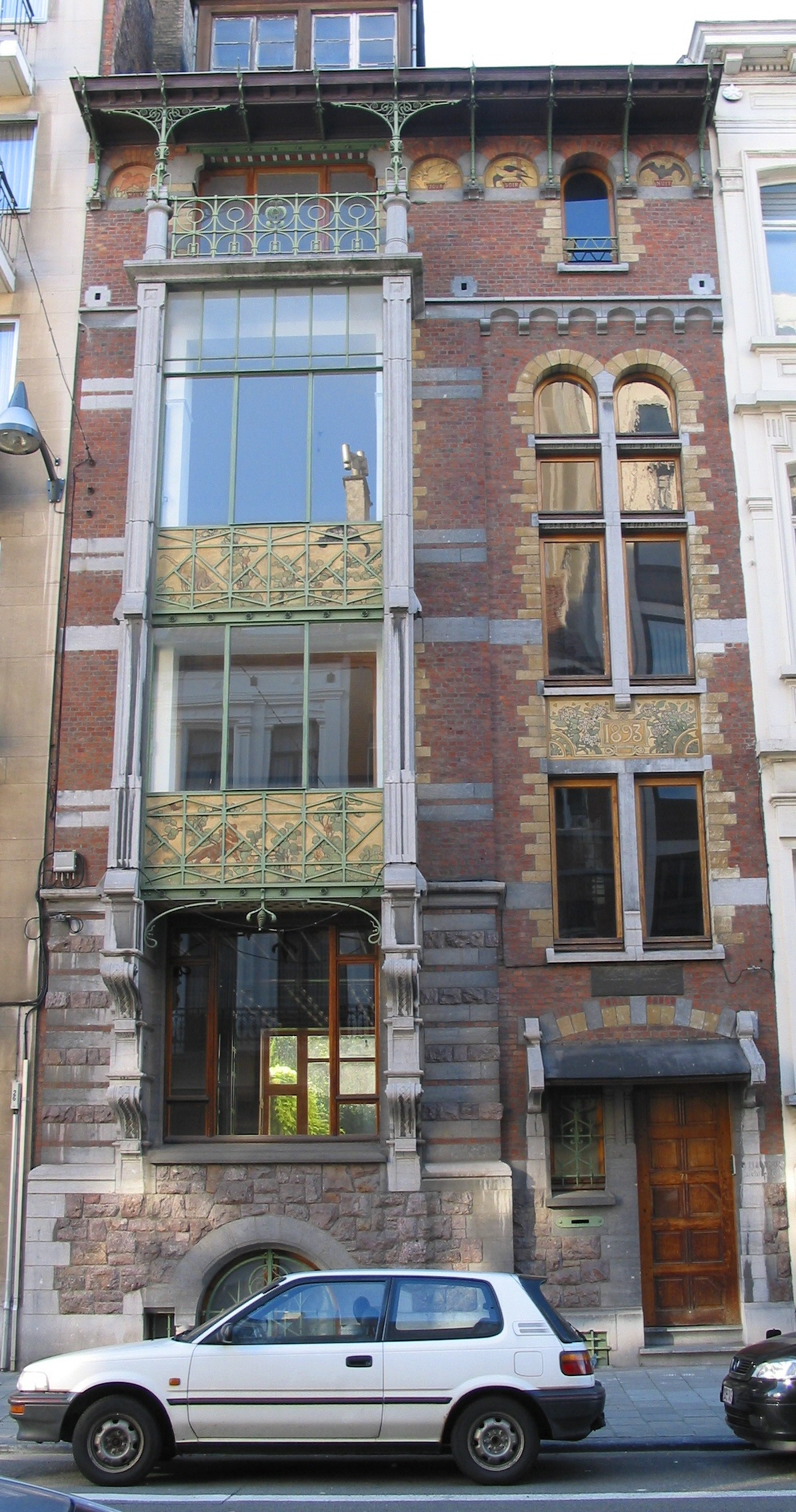
Maison Hankar, 1893

1893 gründete Paul Hankar sein eigenes Architekturbüro und begann mit dem Bau seines eigenen Hauses in Saint-Gilles, der Maison Paul Hankar, die als erstes Jugendstilgebäude in Brüssel gilt. Dieses Gebäude wurde am 26. Mai 1973 unter Denkmalschutz gestellt.

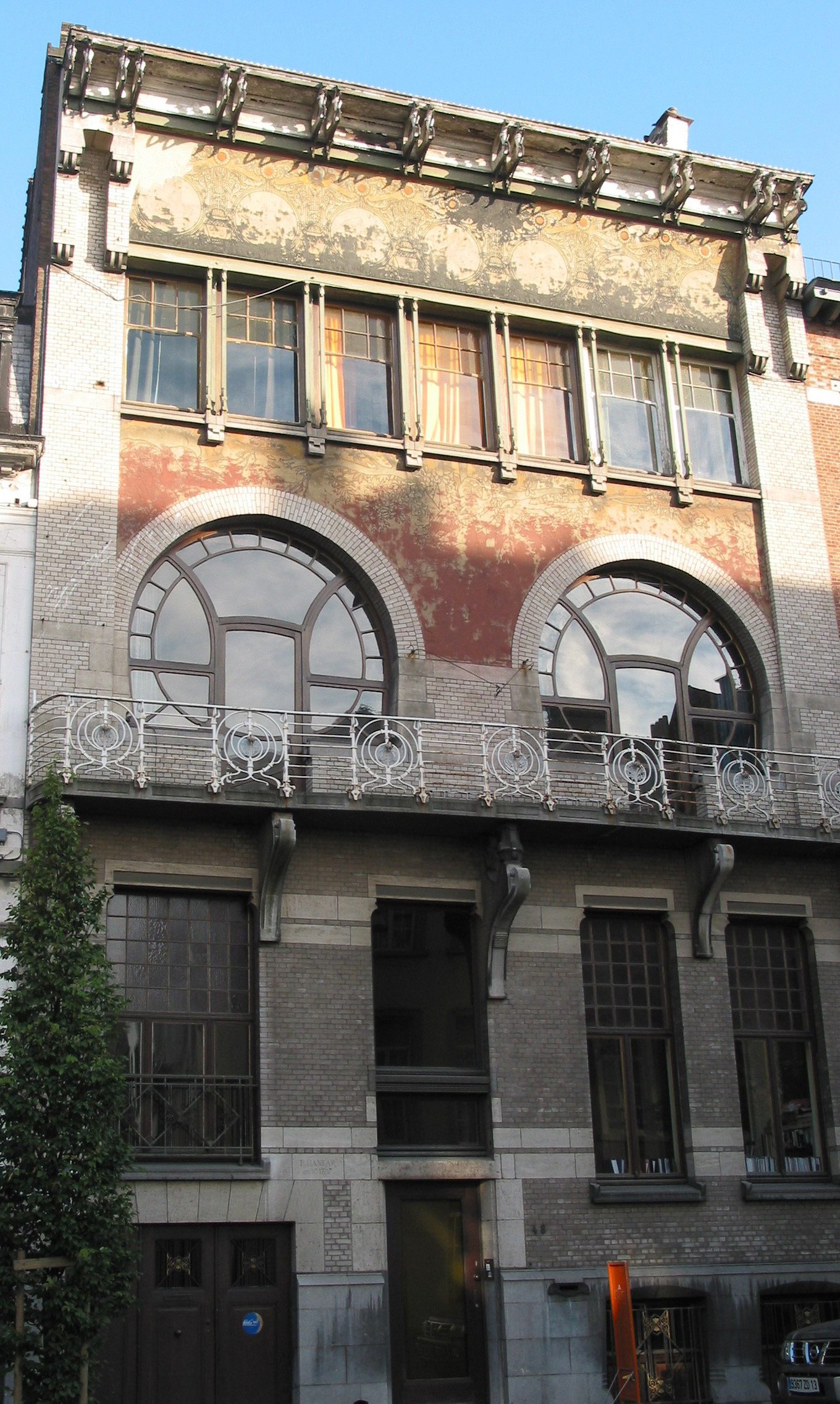
Maison Ciamberlani, 1897

1896 entwarf er für den Badeort Westende die „Cité des Artistes“, eine Künstlergenossenschaft mit Wohnungen und Ateliers. Obwohl dieses Projekt nie realisiert wurde, inspirierte es die Künstler der Darmstädter Künstlerkolonie und der Wiener Secession. Im selben Jahr erhielt Paul Hankar seine erste offizielle Anerkennung, als der Cercle Artistique ihm, Duyck und Crespin eine Ausstellung widmete, die ein großer Erfolg war und von Fernand Khnopff gelobt wurde.
1897 entwarf er ein Sanatorium in Kraainem, das durch seine großen, schmucklosen Glasvolumen auffiel, und beteiligte sich an mehreren Ausstellungsentwürfen, unter anderem für die Kongo-Ausstellung in Tervuren, wo er exotische Motive verwendete. Für die Weltausstellung 1897 in Brüssel wurde er zusammen mit Henry Van de Velde, Gustave Serrurier-Bovy und Georges Hobé mit der Gestaltung der Kolonialausstellung beauftragt, in der der neue Stil des Art Nouveau stark zum Ausdruck kam.
Paul Hankar wurde 1891 Professor für Architektur an der Kunstgewerbeschule in Schaerbeek. 1891 verließ er diese Institution, um bis zu seinem Tod Architekturgeschichte am Institut des Hautes Etudes der Freien Universität Brüssel zu lehren. Er war auch Herausgeber von L'Emulation (1894–96), einer Zeitschrift zur Förderung des Jugendstils.

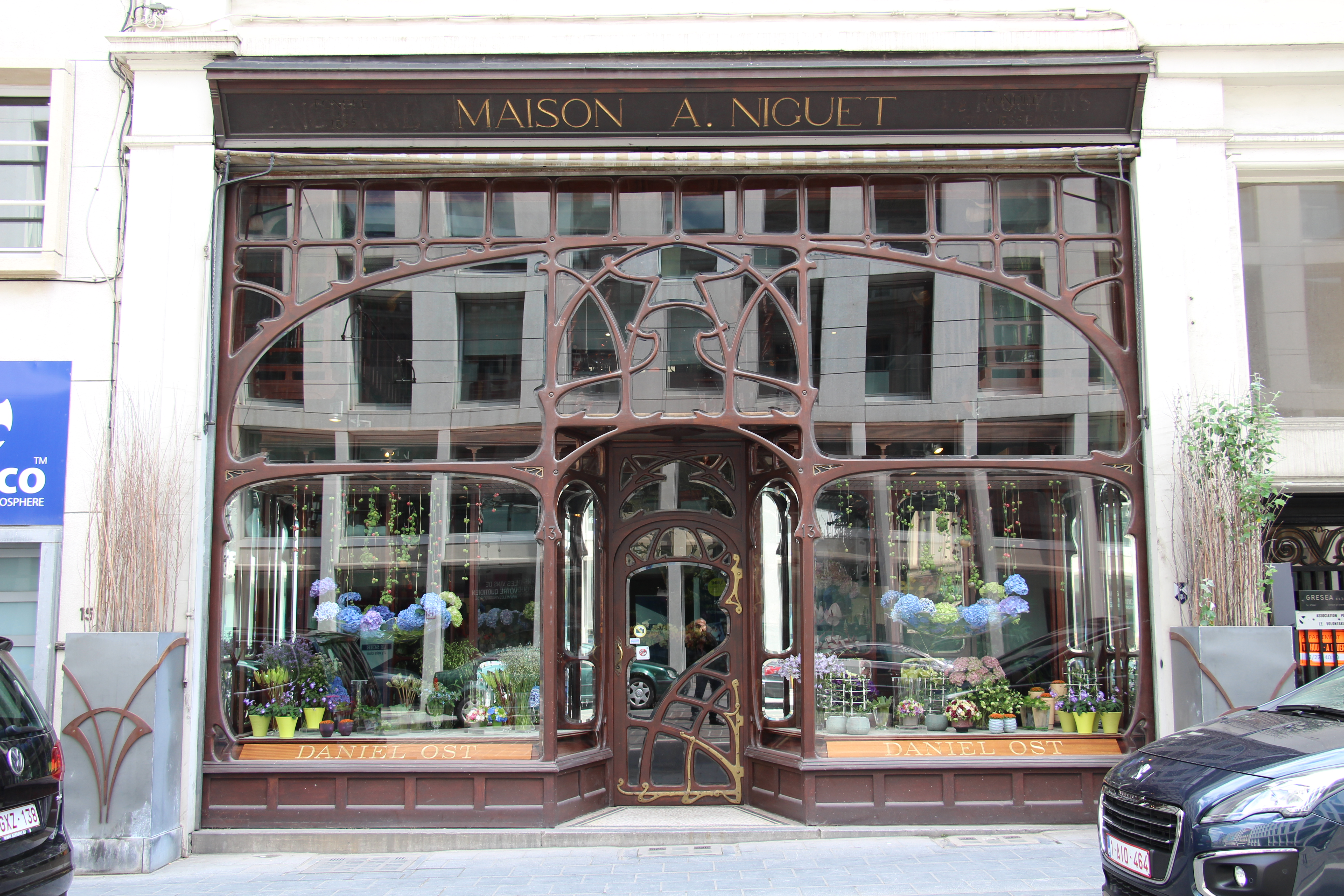
Chemiserie Niguet, 1896 (Ehemaliger Hemdenladen, heute ein Blumenladen)

Paul Hankar starb früh im Alter von 41 Jahren in Brüssel und hinterließ nur ein kleines Œuvre. Sein Grab befindet sich auf dem Friedhof Dieweg in Uccle, Gemeinde Brüssel.
In Brüssel wurde eine Institution nach ihm benannt, das Institut Paul Hankar. Das Institut Paul Hankar ist eine soziale Einrichtung der Stadt Brüssel, die eine von der Französischen Gemeinschaft anerkannte Ausbildung anbietet. Es bietet ein breit gefächertes Bildungsangebot von der Sekundarstufe bis zur Hochschulbildung mit der Möglichkeit, klassische Studiengänge zu absolvieren.

## Werke (Auswahl)

### Gebäude
Die ersten Art Nouveau Gebäude von Paul Hankar und Victor Horta wurden im selben Jahr 1893 fertiggestellt, und die Stile der beiden Architekten ähnelten sich in vielerlei Hinsicht. Beide brachen mit den traditionellen historischen Stilen, verwendeten neue Materialien wie Glas und Eisen und hatten eine starke Vorliebe für Bögen und geschwungene Linien, die das Frühwerk beider Architekten kennzeichneten. Hankar baute mit bescheidenen Mitteln Häuser für seine Künstlerfreunde, während Horta sehr wohlhabende Auftraggeber hatte, die sich teure Materialien und größere Häuser leisten konnten. Das Hauptmerkmal von Hortas Häusern war die Innenarchitektur, während sich Hankar auf die Fassade konzentrierte.
- Maison Hankar, 71 Rue Defacqz, Brüssel (1893).
- Maisons Jaspar, 76, 78 & 80 Rue de la Croix de Pierre, Brüssel (1894).
- Maisons Hanssens, 13 & 15 Avenue Edouard Ducpétiaux, Brüssel (1894).
- Maison Zegers-Regnard, 83 Chaussée de Charleroi, Brüssel (1894–95).
- Chemiserie Niguet, 13 Rue Royale, Brüssel (1896).
- Maison and Pharmacy Peeters, 6-8 Rue Lebeau, Brüssel (1896).
- Hôtel Albert Ciamberlani, 48 Rue Defacqz, Brüssel (1897).
- Sanatorium (1897), Kraainem.
- Hôtel Janssens, 50 Rue Defacqz, Brüssel (1898).[9]
- Hôtel Kleyer, 25 Rue de Ruysbroeck, Brüssel (1898).
- Maison Aglave, 7 Rue Antoine Bréart, Brüssel (1898).

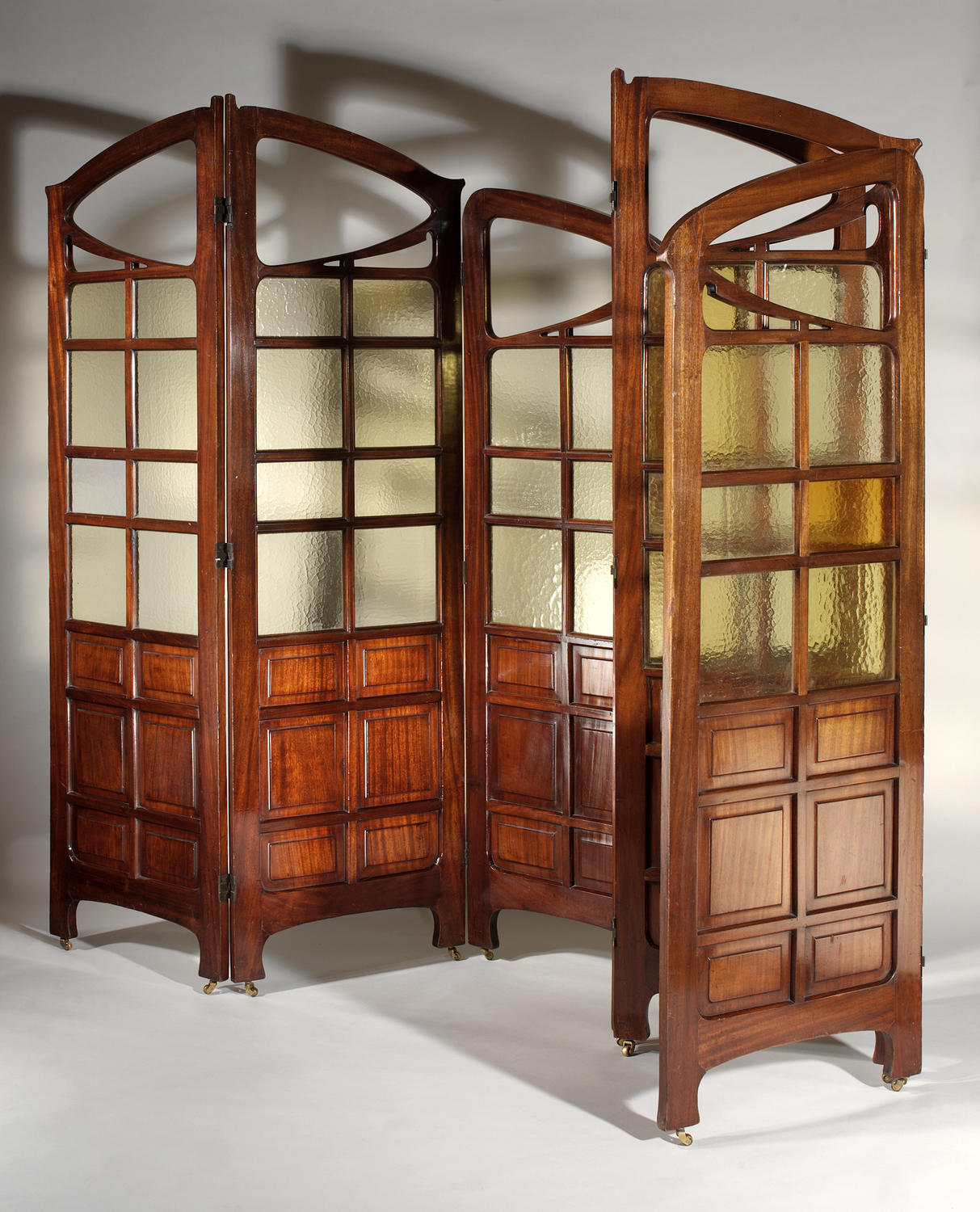
Paravent (König Baudouin Stiftung)

### Möbel und Inneneinrichtung
- Hocker (ca. 1893), Design Museum, Gent.
- Stuhl (1896), Königliche Museen für Kunst und Geschichte, Brüssel. Ausgestellt auf der Exposition Internationale de Bruxelles 1897.
- Briefkasten (1897), Nelson-Atkins Museum of Art, Kansas City, Missouri.
- Couchtisch aus dem Hotel Renkin (1897), Design Museum, Gent.
- Esstisch aus dem Hotel Ciamberlani (1897), Musée d’Orsay, Paris.
- Anrichte aus dem Hotel Ciamberlani (1897).Möbel und Inneneinrichtung, American Bar and Grill-Room (1897–98), Grand Hôtel de Bruxelles.

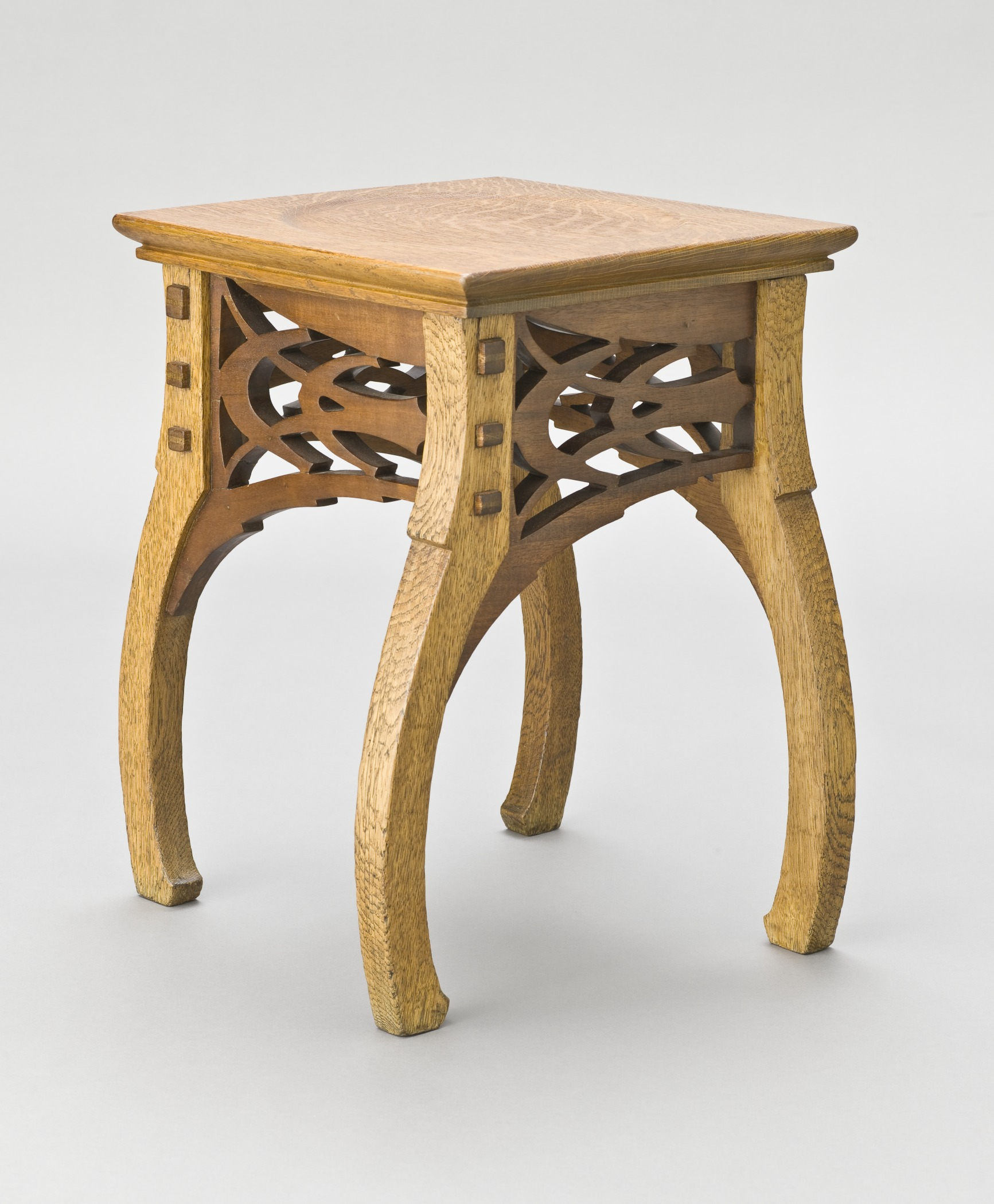
Hocker für die Compagnie Générale des Céramiques d'Architecture, Brüssel

- Hocker für die Compagnie Générale des Céramiques d'Architecture, BrüsselHocker der Compagnie Générale des Céramiques d'Architecture (1898), Los Angeles County Museum of Art, Los Angeles, Kalifornien.
- Stuhl, Museum Cinquantenaire, Brüssel.

Paul Hankar entwarf eine monumentale Steinbank (1898–99) aus den Steinbrüchen von Ecausines und Soignies, die für die Abteilung Bergbau und Metallurgie der Weltausstellung (1900) in Paris bestimmt ist. König Leopold II. von Belgien kaufte die Bank nach dem Ende der Ausstellung und stiftete sie für einen Park in der Koninginlaan in Ostende, wo sie 1905 aufgestellt wurde. 1971 wurde die Bank zur Erweiterung eines Parkplatzes entfernt und zerstört. Auf der Grundlage der erhaltenen Zeichnungen von Hankar wurde für den Park eine Replik der Bank angefertigt (2003–04), die auf den gleichen Fundamenten wie das Original aufgestellt wurde.
- Monumentale Steinbank. Ausgestellt auf der Exposition Universelle (1900) in Paris (1898–99, abgerissen 1971). Nachbildung der Steinbank im Park Koninginnelaan, Ostende (2003–04).